# Zygota hemiptera
Zygota hemiptera är en stekelart som först beskrevs av Thomson 1858.  Zygota hemiptera ingår i släktet Zygota, och familjen hyllhornsteklar. Arten är reproducerande i Sverige.